# Michaľany
Michaľany és un poble i municipi d'Eslovàquia. Es troba a la regió de Košice, a l'est del país.

## Història
La primera referència escrita de la vila data del 1273.

## Demografia
| Godina             | 1994 | 2004   | 2014    | 2024    |
| ------------------ | ---- | ------ | ------- | ------- |
| Nombre de persones | 1721 | 1755   | 1946    | 1735    |
| Diferència         |      | +1,97% | +10,88% | −10,84% |

| Godina             | 2023 | 2024   |
| ------------------ | ---- | ------ |
| Nombre de persones | 1743 | 1735   |
| Diferència         |      | −0,45% |